# 계족산 (대전)
계족산(鷄足山)은 대전광역시 대덕구 장동에 있는 산이다. 계족은 닭의 다리라는 뜻으로 산의 모양이 닭의 다리를 닮았다고 해서 닭발산 혹은 닭다리산이라고 불려왔다. 지금의 송촌 일대에 지네가 많아서 지네와 천적인 닭을 빌어 지네를 없애기 위해 계족산이라 불렸다고도 한다.   생김새가 봉황과 같다고 해 봉황산이라고 불렸다고 전해온다.
대전시내를 조망해 볼 수 있는 산으로 그 주변을 경부고속도로가 지나가고 있으며, 회덕동과 송촌동을 내려다 보고 있다.

## 갤러리

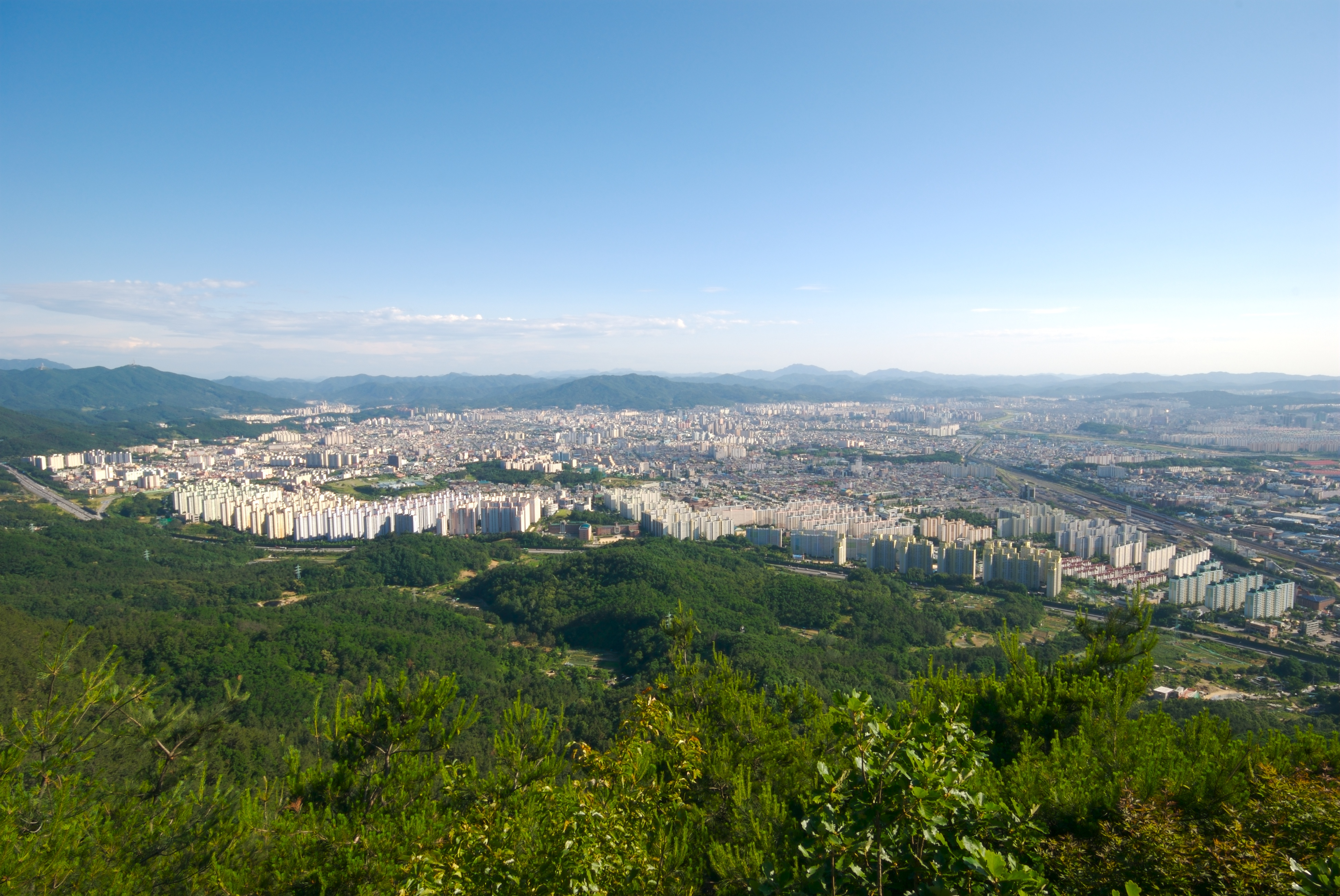
계족산에서 바라본 대전 시가지 전경
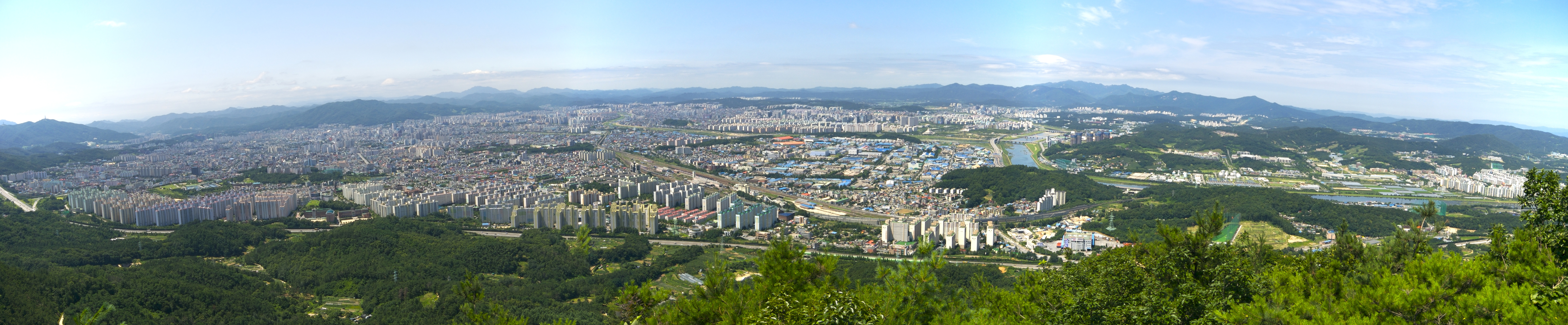
계족산 봉황정에서 찍은 세개의 사진을 합성한 파노라마 사진

## 같이 보기
- 대전 계족산성
- 한국의 산